# Dance On My Own
«Dance On My Own» — пісня південнокорейської жіночої групи Loona. Вона входить у четвертий мініальбом групи [&]. Це друга пісня гурту повністю англійською мовою після синглу «Star» 2020 року.

## Композиція
«Dance On My Own» — це спокійна прохолодна павер-поп- та поп-пісня про танці на самоті та відчуття себе.

## Критика
Рубі Сі з NME позитивно оцінила пісню, сказавши, що вона ідеальна для прослуховування в теплу літню ніч. Рецензент також додала, що повільніша, емоційна мелодія дає групі шанс по-справжньому продемонструвати свою вокальну майстерність.
Інший рецензент з NME, Ріан Дейлі, похвалив «Dance On My Own» за надихаюче повідомлення про незалежність і любов до себе, але при цьому додав, що пісня «не вражає настільки сильно, щоб протистояти решті дискографії LOONA».

## Чарти
| Чарт (2021)                    | Пікова позиція |
| ------------------------------ | -------------- |
| Південна Корея (Gaon Download) | 109            |

## Історія виходу
| Регіон | Дата           | Формат                        | Дистриб'ютор        |
| ------ | -------------- | ----------------------------- | ------------------- |
| Різні  | 28 червня 2021 | Цифрове завантаження стримінг | Blockberry Creative |